# Дирза
Дирза (рум. Dârza) — село у повіті Димбовіца в Румунії. Входить до складу комуни Креведія.
Село розташоване на відстані 21 км на північний захід від Бухареста, 52 км на південний схід від Тирговіште, 120 км на південь від Брашова.

## Населення
За даними перепису населення 2002 року у селі проживали 1855 осіб, з них 1851 особа (99,8 %) румунів. Рідною мовою 1851 особа (99,8 %) назвала румунську.